# ConDor (convención)
ConDor es una convención anual de ciencia ficción y fantasía que se realiza con una periodicidad anual en San Diego, en el estado de California, desde el año 1993. El evento es una de las más antiguas convenciones de ciencia ficción en San Diego, mientras que su programación pone énfasis —en partes iguales— entre el cine, la televisión y la literatura.

## Listado de convenciones
|    | Año  | Invitado(s) de Honor                                                                         |
| -- | ---- | -------------------------------------------------------------------------------------------- |
| 1  | 1993 | Escritor(a): Octavia Butler Medios: J. Michael Stracynski                                    |
| 2  | 1994 | Escritor(a): Jerry Pournelle                                                                 |
| 3  | 1995 | Escritor(a): Jennifer Roberson Medios: Jerry Doyle y John Iacovelli                          |
| 4  | 1996 | Escritor(a): Kim Stanley Robinson                                                            |
| 5  | 1997 | Escritor(a): Lois McMaster Bujold Medios: Lolita Fatjo                                       |
| 6  | 1998 | Escritor(a): Harry Turtledove Especial: Penny Juday, Mark Allen Shepherd y Karen Westerfield |
| 7  | 1999 | Escritor(a): Tim Powers Medios: Lara Parker (especial)                                       |
| 8  | 2000 | Escritor(a): Vernor Vinge Medios: David Allen Books                                          |
| 9  | 2002 | Escritor(a): Will Shetterly y Emma Bull Medios: Robert Trebor (especial)                     |
| 10 | 2003 | Escritor(a): Mike Resnick                                                                    |
| 11 | 2004 | Escritor(a): Robert Silverberg y Karen Haber                                                 |
| 12 | 2005 | Escritor(a): John Varley Medios: Armin Shimerman (especial)                                  |
| 13 | 2006 | Escritor(a): Christopher Stasheff Artista: Theresa Mather Medios: Ronald B. Moore (especial) |
| 14 | 2007 | Escritor(a): Eric Flint Artista: Tim Kirk                                                    |
| 15 | 2008 | Literario: Timothy Zahn Medios: Ellen Muth                                                   |
| 16 | 2009 | Literario: Todd McCaffrey Medios: Amber Benson                                               |
| 17 | 2010 | Escritor(a): C.J. Cherryh Medios: Ross Martin Literario: Jules Verne                         |
| 18 | 2011 | Escritor(a): Gregory Benford                                                                 |
| 19 | 2012 | Escritor(a): Lowell Cunningham Artista: Mike Bocianowski                                     |